# Johann Lechel
Johann Lechel (* 28. Januar 1635 in Braunschweig; † 22. November 1686 ebenda) war ein deutscher Arzt. Er verfasste Schriften über den Aderlass und die Pest.

## Leben
Der Sohn von Christoph Lechel († 1665), Pastor an der Braunschweiger Magnikirche, und der Ilse Grotejan besuchte die Aegidienschule in seiner Heimatstadt. Es folgte 1656 ein Studium der Medizin an der Universität Helmstedt, das er 1660 an der Universität Altdorf fortsetzte. In Altdorf zählte der bekannte Professor der Medizin und Botanik, Moritz Hofmann, zu seinen Lehrern. Lechel unternahm 1661 eine ausgedehnte Reise nach Italien. Im Jahre 1663 wurde er in Altdorf promoviert und kehrte im Herbst des Jahres als praktischer Arzt nach Braunschweig zurück. Er war bis 1685 als behandelnder Arzt, unter anderem gemeinsam mit dem Braunschweiger Stadtphysikus Lorenz Gieseler tätig, worüber zahlreiche Leichenpredigten Auskunft geben.
Lechel starb an einem Fieber. Die Beisetzung fand am 8. Dezember 1686 in der Andreaskirche statt. Der Braunschweiger Superintendent Bartholomäus Botsack hielt die Leichenpredigt, die 1686 unter dem Titel Das weise Hertz zur Rechten Aus Philipp. III. 13, 14 von Christoph Friedrich Zilliger gedruckt wurde.
Familie
Er heiratete 1664 Johanna Christina Berckelmann, Tochter des Werner Daniel Berckelmann und der Magdalena Hedewieg. Sie verstarb 1673 nach neun Jahren Ehe am Kindbettfieber. Die Tochter Anna Sophia überlebte ihren Vater als einziges von sieben Kindern aus dieser Ehe. Lechel heiratete im Jahre 1675 Sophia Elisabeth Nürnberger. Aus dieser zweiten Ehe entstammten sechs Kinder, von denen zwei Töchter und ein Sohn überlebten.

## Schriften
Lechels Publikationen behandeln insbesondere die Themen Aderlass und Pest.
- Doct. Johann Lechels Warnung Für dem unzeitigen höchstschädlichen Aderlassen und Purgiren in giftigen Flekk- und dergleichen Fiebern. Braunschweig 1676.
- Adumbratio Pestis, Oder Kurtze Beschreibung der Pestilentz : Nach dero Wesen und Eigenschafften/ Uhrsprunge und Kennzeichen. Braunschweig 1681.